# Natisone
Natisone, Nadiža – rzeka we Włoszech i Słowenii, lewy dopływ Torre, dopływu Soczy. Jej długość wynosi 60 km.
Powstaje z połączenia strumieni Rio Bianco i Rio Nero, w pobliżu miejscowości Breginj. Powierzchnia jej dorzecza wynosi 309 km². Przepływa m.in. przez Cividale del Friuli. Częściowo przebiega przez nią granica słoweńsko-włoska.